# Campanula spryginii
Campanula spryginii là loài thực vật có hoa trong họ Hoa chuông. Loài này được Saksonov & Tzvelev mô tả khoa học đầu tiên năm 1994.